# Gripopteryx
Genre
Synonymes
- Gripoptera Šámal, 1921

Gripopteryx  est un genre d'insectes plécoptères de la famille des Gripopterygidae.

## Distribution
Les espèces de ce genre se rencontrent au Brésil en Uruguay, au Paraguay et en Argentine.

## Liste des genres
Selon Plecoptera Species File :
- Gripopteryx brasiliensis (Šámal, 1921)
- Gripopteryx cancellata (Pictet, 1841)
- Gripopteryx coruja Froehlich, 1993
- Gripopteryx elisae Illies, 1964
- Gripopteryx flinti Froehlich, 1993
- Gripopteryx garbei Navás, 1936
- Gripopteryx juetah Froehlich, 1990
- Gripopteryx liana Froehlich, 1993
- Gripopteryx maculosa Jewett, 1960
- Gripopteryx pardina Navás, 1936
- Gripopteryx pilosa Froehlich, 1990
- Gripopteryx pinima Froehlich, 1993
- Gripopteryx reticulata Brauer, 1868
- Gripopteryx serrensis Froehlich, 1993
- Gripopteryx zeelandica Šámal, 1921

## Publication originale
- Pictet, F. J. 1841 : Histoire naturelle generale et particuliere des insectes Nevropteres. Famille des Perlides. J. Kessmann, Genève, vol. 1, p. 1–423.